# Миодраг Протић
Миодраг Протић је завршио гимназију у Крагујевцу 1884. и исте године уписао у Београду Правни факултет који је завршио 1888. и потом добио посао у Окружном суду крушевачком као писар. Од писара треће класе до Јавног правозаступника у истом суду требало му је четири године, да би исте године декретом министра правде био постављен за судију првостепеног суда, а 1896. године постављен је за судију чачанског суда. Миодраг Протић је судио у процесу 1897. народним посланицима који су се одметнули у хајдуке: браћа Солдатовићи, Милан Бркић и 95 јатака. Миодраг Протић је 1898. године постављен за начелника крушевачког округа, а 1900. за начелника врањског округа, и исте године пензионисан. Погинуо је 10. новембра 1900. у атентату, када је убијен.

## Породичне прилике
Отац му је Аксентије Протић (1832-1917), прота и народни посланик.
Ожењен је Евгенијом (1872-1950), ћерком Николе Ђорђевића, механџије из Крушевца (СБ, МКВ, 1890, 44), са којом је имао Јосифа, Ђокана, ћерке Косару (умрла као девојка), и Виду, удата за Кочу Љотића (Милорад Сијић, Знамените породице Крушевца – Протићи, ИАК, Расински Анали 6. стр. 165).